# 츠루미 신고
츠루미 신고(일본어: 鶴見辰吾, 1964년 12월 29일 ~ )는 일본의 배우이다. 동생은 배우 미카미 유이치이다.

## 작품 목록

### 영화
- 2011년 《마이 웨이》... 타카쿠라 역
- 2016년 《밀정》... 히가시 역
- 2018년 《일일시호일》... 노리코의 아버지 역
- 2018년 《시오리》
- 2020년 《구름 위에 살다》
- 2021년 《태양은 움직이지 않는다》... 카와카미 만타로 역
- 2021년 《바람의 검심 최종장: 더 파이널》... 우라무라 서장 역